# Polygon Spur
Der Polygon Spur ist ein wuchtiger und unvereister Gebirgskamm im westantarktischen Marie-Byrd-Land. In den Horlick Mountains ragt er 3 km südöstlich des Tillite Spur am südlichen Ende des Wisconsin-Plateaus auf.
Der United States Geological Survey kartierte ihn anhand eigener Vermessungen und Luftaufnahmen der United States Navy aus den Jahren von 1960 bis 1964. Die Benennung erfolgte auf Vorschlag des US-amerikanischen Geologen und Glaziologen John H. Mercer (1922–1987), der zwischen 1964 und 1965 im Rahmen des United States Antarctic Research Program in diesem Gebiet tätig war. Namensgebend ist das Netzwerk ungeordneter polygonaler Gesteinsstrukturen, von dem der Gebirgskamm überzogen ist.